# لولو العبيد
لولو مازن العبيد، من مواليد 26 أغسطس 2004، هي لاعبة كرة قدم سعودية، تلعب بمركز الوسط، لعبت مع المنتخب السعودي النسائي تحت سن 20 سنة عام 2024.